# US Bilombe
El US Bilombe es un equipo de fútbol de Congo-Kinshasa que juega en la Liga Regional de Matadi, una de las ligas regionales del país.

## Historia
Fue fundado en la ciudad de Bilombe y es el único club de la ciudad que ha participado en la Linafoot, máxima categoría del país.
Su mejor temporada ha sido la de 1992, año en que ganaron la Linafoot y la Copa de Congo, algo que pocos clubes del país han conseguido, aunque no juegan en la máxima categoría desde que Zaire dejó de existir.
A nivel internacional han participado en un torneo continental, en la Copa Africana de Clubes Campeones 1993, en la que tuvieron que abandonar el torneo cuando iban a enfrentarse al CD Costa do Sol de Mozambique en la primera ronda.

## Palmarés
- Linafoot: 1

1992
- Copa de Congo: 1

1992

## Participación en competiciones de la CAF
- Copa Africana de Clubes Campeones: 1 aparición

1993 - abandonó en la 1ª Ronda